# Archimantis monstrosa
Archimantis monstrosa är en bönsyrseart som beskrevs av Wood-mason 1878. Archimantis monstrosa ingår i släktet Archimantis och familjen Mantidae. Inga underarter finns listade i Catalogue of Life.